# Jóhannsdóttir
Jóhannsdóttir ist ein isländischer Name.

## Bedeutung
Der Name ist ein Patronym und bedeutet Tochter des Jóhann. Die männliche Entsprechung ist Jóhannsson (Sohn des Jóhann).

## Namensträgerinnen
- Alexandra Jóhannsdóttir (* 2000), isländische Fußballspielerin
- Jóhanna Björg Jóhannsdóttir (* 1993), isländische Schachspielerin
- Margrét Jóhannsdóttir (* 1995), isländische Badmintonspielerin